# Thomas Bestvater
Thomas Bestvater (* 23. Mai 1958 in Herrliberg) ist ein Schweizer Schauspieler.

## Leben und Werk
Thomas Bestvater besuchte von 1981 bis 1984 die Fritz-Kirchhoff-Schule in Berlin. Daran anschliessend erhielt er sein erstes Festengagement am Stadttheater Heilbronn, dem er bis 1986 angehörte. Im selben Jahr ging Bestvater für drei Jahre an die Freie Volksbühne Berlin, wo er unter Regisseuren wie Hans Neuenfels, Christof Nel, Klaus Emmerich oder Hermann Treusch spielte. 1996 gab er ein Gastspiel am Stadttheater Luzern, 2006 war er bei den Bad Segeberger Karl-May-Spielen in Winnetou III zu sehen. Daneben gastierte Bestvater immer wieder am Renaissance-Theater in Berlin. Hier spielte er beispielsweise 1990 die Titelrolle in Santerre von Peter Brasch, 2005 in Demokratie von Michael Frayn oder – im selben Jahr – in Ich bin nicht Rappaport von Herb Gardner.
Seit seinem Kameradebüt in dem satirischen Kinofilm Meier von 1986 ist Thomas Bestvater ein vielbeschäftigter Fernsehschauspieler. Im Kino sah man ihn ausserdem noch neben Ben Becker und Jürgen Vogel in Sass aus dem Jahr 2001. Dem Fernsehzuschauer ist Bestvater aus zahllosen Episodenrollen in Serien wie Liebling Kreuzberg, Unser Lehrer Doktor Specht, Sperling oder SOKO Wismar bekannt. In der ZDF-Serie Ein Fall für zwei war er in sechs Episoden der Kriminalkommissar Scharnow. Des Weiteren sah man Bestvater in unterschiedlichen Rollen in den Serien Tatort, Die Kommissarin oder Notruf Hafenkante.
Einen gewissen Bekanntheitsgrad erreichte Thomas Bestvater in den Jahren 2009 und 2010 auch durch die Mitwirkung in 18 Fernsehwerbespots des Mobilfunkanbieters Mobilcom-Debitel (Mo und Bill), neben seinem Schauspielkollegen Ferdinand Dörfler.
Als Hörspielsprecher wirkte Bestvater 1987 in Gemälde einer Schlacht (Regie: Roy Kift) und 2012 in Frontfoto (Regie: Anja Herrenbrück) mit.
Thomas Bestvater lebt in Berlin.

## Filmografie (Auswahl)
- 1986: Meier
- 1987: Ein Heim für Tiere – Der Umzug
- 1990: Liebling Kreuzberg – Selbsthilfe
- 1990: Neuner
- 1991: Peter Strohm – Strohms Partner
- 1991: Tatort – Blutwurstwalzer
- 1992: Unser Lehrer Doktor Specht – Hier spricht die Polizei
- 1994: Rosa Roth – In Liebe und Tod
- 1994: Polizeiruf 110 – Opfergang
- 1995: Frauenarzt Dr. Markus Merthin – Blechschaden
- 1996: Peanuts – Die Bank zahlt alles
- 1996: Kommissar Rex – Warum starb Romeo
- 1996: Tatort – Wer nicht schweigt, muß sterben
- 1997: Alarm für Cobra 11 – Die Autobahnpolizei – Raubritter
- 1997: Balko – Gelegenheit macht Diebe
- 1998: Einsatz Hamburg Süd – Am Abgrund
- 1998: Mein Freund, der Bulle
- 1998: Balko – Der Drachentöter
- 1999: Hinter Gittern – Der Frauenknast (6 Folgen als Axel)
- 1999: Tatort – Offene Rechnung
- 1999–2005: Ein Fall für zwei (6 Folgen als Kriminalkommissar Scharnow)
- 2000: St. Angela – Morgen ist auch noch ein Tag
- 2000: Adelheid und ihre Mörder – Geld stinkt
- 2000: Die Kommissarin – Falsche Opfer
- 2001: Wolffs Revier – Eindeutig Notwehr
- 2001: Dr. Sommerfeld – Neues vom Bülowbogen – Falscher Stolz
- 2001: Sass
- 2001: Emil und die Detektive
- 2001: Großstadtrevier – Rache für Eva
- 2002: Die Wache – Jeder stirbt für sich allein
- 2004: Alarm für Cobra 11 – Die Autobahnpolizei – Ohne Ausweg
- 2004: Sperling – Sperling und die letzte Chance
- 2004: Die Kommissarin – Der falsche Freund
- 2004: In aller Freundschaft – Das Schattenkind
- 2004: Schöne Witwen küssen besser
- 2004: Vinzent
- 2005: Tatort – Im Alleingang
- 2006: Küstenwache – Angst vor der Wahrheit
- 2006: SOKO Rhein-Main – Tod im Dienst
- 2006: SOKO Rhein-Main – Startbahn frei!
- 2007: Notruf Hafenkante – Lug und Trug
- 2008: SOKO Wismar – Alles weg
- 2008: Im Namen des Gesetzes – Kinderlos
- 2008: Tatort – Das schwarze Grab
- 2009: SOKO Leipzig – Ein neues Leben
- 2010: Wilsberg – Gefahr im Verzug
- 2010: Danni Lowinski – Kein Heim
- 2011: Konterrevolution – Der Kapp-Lüttwitz-Putsch 1920
- 2011: Notruf Hafenkante – Männer sind Schweine
- 2012: Europas letzter Sommer
- 2012: Der Kriminalist – Des Königs Schwert
- 2013: Tatort – Schmuggler
- 2013: Alarm für Cobra 11 – Die Autobahnpolizei – Freunde fürs Leben
- 2014: Morden im Norden – Der Nackte und der Tote
- 2015: Allein unter Irren
- 2015: Die Himmelsleiter
- 2016: Jeder stirbt für sich allein
- 2016: In aller Freundschaft – Die jungen Ärzte – Klare Verhältnisse
- 2017: Alles Klara – Die Harz-Komantschen
- 2017: Liebling, lass die Hühner frei
- 2018: SOKO Stuttgart – Goldene Zeit
- 2019: SOKO Hamburg – Mord nach Maß
- 2019: Frau Holles Garten
- 2022: Ein starkes Team: Die letzte Runde